# Giuseppe Valadier
Giuseppe Valadier, född 14 april 1762 i Rom, död 1 februari 1839 i Rom, var en italiensk arkitekt och arkeolog.
I enlighet med nyklassicismens ideal restaurerade Valadier ett flertal av Roms kyrkor och gav dem en ny fasad, till exempel San Pantaleo (1806), Santi Apostoli (1827) och San Rocco (1834). Han utförde även en omfattande restaurering av Titusbågen samt en omstrukturering av Piazza del Popolo.

## Bilder
| - Fasaden till kyrkan San Rocco. |